# Clodomiro Almeyda
Clodomiro Almeyda Medina (11 février 1923 - 25 août 1997 (à 74 ans)) est un homme politique chilien, dirigeant du parti socialiste du Chili, ministre du travail (1952-1953), ministre des mines (1953), ministre des affaires étrangères (1970-1973) et ministre de la défense (1973).
D'abord interné sur l'île Dawson après le coup d'État du 11 septembre 1973, il est expulsé du Chili et exilé en République démocratique allemande puis au Mexique.
Chef de l'opposition socialiste en exil, il revient au Chili clandestinement en 1987 où il est arrêté.
Le président Patricio Aylwin le nommera pour être le premier ambassadeur du Chili en URSS lors du rétablissement des liens diplomatiques entre les deux pays.
Il est ensuite jusqu'à la fin de sa vie directeur de l'école de sociologie de l'université du Chili.

## Distinctions
- Grand-croix de l'ordre d'Isabelle la Catholique